# Észt Légierő
Az Észt Légierő (EAF, észtül:Eesti Õhuvägi) az Észt Védelmi Erők egyik haderőneme. Létszáma 220 fő. Parancsnoksága az Ämari légibázison található. Észtország rendelkezik a világon a 2. legkisebb méretű légierővel.
Észtország légvédelmi rendszere a balti országok közös rendszerének, a BALTNET-nek a része. Az ország légterét a NATO készültségi szolgálatának, a baltikumi légi rendészetnek (BAP) gépei biztosítják, amelyek bázisai Litvániában és Észtországban találhatók. Ennek keretében 2015 szeptemberétől 2016 januárjáig a Magyar Légierő biztosította Németországgal közösen a légtér védelmét 4 db Gripen vadászgéppel. A légierő szervezetében működő légvédelmi egységek 100 db vontatott ZU–23–2 légvédelmi gépágyúval vannak felszerelve.
Az Észt Határőrség Repülőcsoportja is üzemeltet repülőgépeket. A határőrség állományába 2 db L–410UVP repülőgép és kutató-mentő feladatokra 2db Mi–8 és 3 db AgustaWestland AW139 helikopterek tartoznak.

## Története
Az Észt Légierő együtt született meg az Észt Köztársasággal. A légierő első egysége 1918. november 21-én alakult, bár még nem mint önálló fegyvernem, hanem mint a fegyveres erők egyik zászlóalja. Első repülőgépe egy F.30 Farman volt, melyet a Vörös Hadseregtől szereztek be, 1919-ben.

## Szervezete
- Légierő vezérkara (Tallinn)
- Légtérellenőrző osztály
  - Muhui radarállomás
  - Tõikamäei radarállomás
  - Kellaverei radarállomás
- Repülőbázis (Ämari)

## Fegyverzete
| Származási hely           | Megnevezés       | Feladatkör                                      | Mennyiség (Szolgálatban) | Szolgálatba lépés | Megjegyzés |
| ------------------------- | ---------------- | ----------------------------------------------- | ------------------------ | ----------------- | --- |
| Csehszlovákia             | Aero L–39        | sugárhajtású kiképzőgép/ könnyű vadászrepülőgép | 2 db                     | 2006              | A fegyvertelen gépeket az Észt Légierő egy magánvállalattól bérli.                                              |
| Lengyelország             | PZL M28 Skytruck | könnyű szállító repülőgép                       | 2 db                     | 2019              | |
| Amerikai Egyesült Államok | Robinson R44     | kiképző/járőr helikopter                        | 4 db                     | 2002              | |

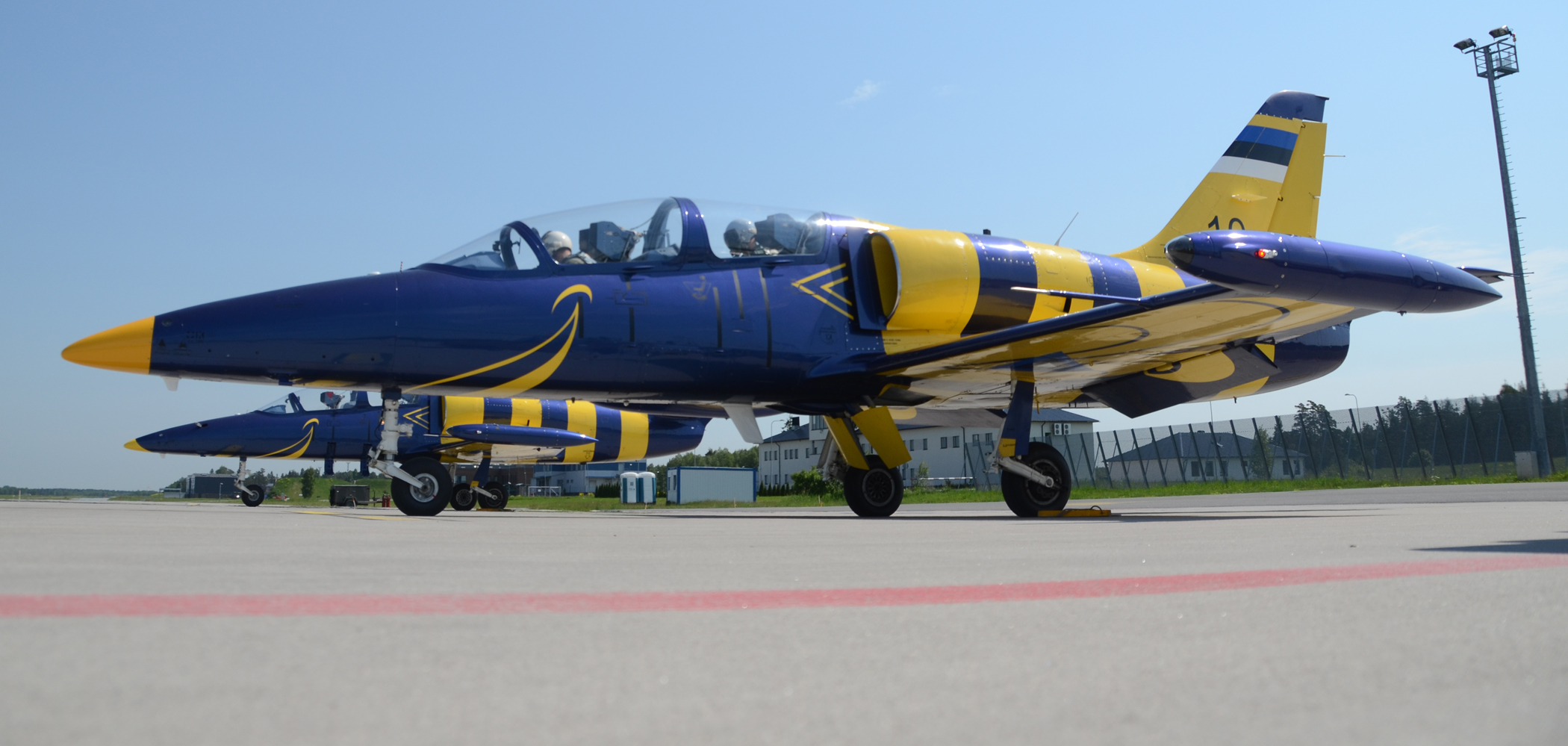
Észt L–39 az Ämari légibázison 2013-ban

| Szovjetunió               | Antonov An–2     | könnyű teherszállítógép                         | 2 db                     | 1960-65 körül     | - Az Egyesült Államok felajánlott ajándékként 2 PZL M28 Skytruck könnyű szállítógépet az An-2-esek leváltására. |

### Radarok
| Származási hely           | Megnevezés        | Feladatkör               | Mennyiség | Megjegyzés                            |
| ------------------------- | ----------------- | ------------------------ | --------- | ------------------------------------- |
| Amerikai Egyesült Államok | LM AN/TPS–117     | nagy hatótávolságú radar | 1 db      | A kellavere radarállomáson telepítve. |
| Svédország                | GIRAFFE AMB       |                          | 5 db      | Man teherautóra telepítve             |
| Franciaország             | Ground Master 403 |                          | 2 db      | Sisu teherautóra telepítve            |
| Csehország                | VERA-E            | passzív rádiólokátor     | 2 db      |                                       |

## Bázisok
- Ämari légibázis
- Tallinn légitámaszpont
- Jägala autópálya-szükségrepülőtér[7]